# Стара Велика Болгарія
48° пн. ш. 42° сх. д. / 48° пн. ш. 42° сх. д.

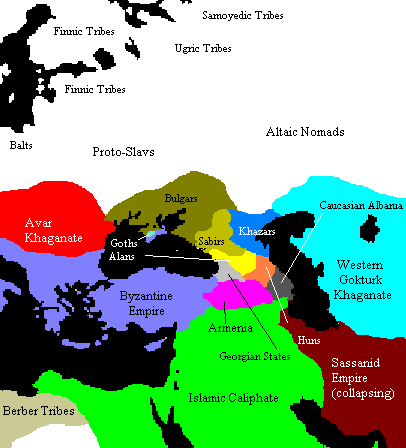
Велика Болгарія 650 року

Стара́ Вели́ка Болга́рія (грец. Παλαιά Μεγάλη Βουλγαρία, Palaiá Megálē Voulgaría) — середньовічне об'єднання тюркських (огурських) племен у степах Південно-Східної Європи між Дунаєм, Волгою та Кавказькими горами, очолюване ханом Кубратом, що існувало в середині VII століття.

## Кубрат
Кубрат (також Курт або Хуврат) походив зі знатного роду Дуло. Пращуром Кубрата був гунський володар Аттіла. Він провів своє отроцтво у Візантійській імперії, де здобув освіту і хрещення. Правителем одноплемінників Кубрата в цей час був Орган, якого пізніші джерела називають дядьком Кубрата, хоча в родинних зв'язках двох ватажків є сумніви.
Близько 608 року Кубрат повернувся у свою батьківщину, прийняв керівництво над своїм народом, найімовірніше, зі схвалення кагана — західнотюркського або ж аварського. Однак незабаром йому вдалося здобути незалежність від обох сусідніх каганатів.

## Створення
Між 630 і 635, хану Кубрату вдалося об'єднати два провідних булгарських племені кутригурів і утигурів у єдину державу створивши потужну конфедерацію, яка згадується у середньовічних авторів, як Стара Велика Болгарія, а також відома як оногундурсько-булгарська імперія. Деякі вчені припускають, що вона також включала в число своїх підданих переможених аварів і простягнулася на захід, до Паннонської рівнини. Іноді столицею держави називають місто Фанагорія на Таманському півострові, але радше вона «переміщувалася» разом зі ставкою хана.
Велика Болгарія за часів правління Кубрата простягалась від Карпат на заході до Уралу на сході, від Кавказу на півдні до Десни на півночі. Для захисту від північних войовничих народів за часів Кубрата продовжувалась традиція будівництва укріплень. Можливо під час одного з походів він загинув і був похований поблизу сучасної Полтави (Перещепинський скарб).

## Розпад держави
За часів правління імператора Костянтина IV хан Кубрат загинув, і Батбаян, найстарший з п'яти його синів, отримав владу над державою. Під сильним хозарським тиском, інші сини Кубрата проігнорували поради батька залишитися разом, щоб протистояти ворогам. Велика Болгарія була поділена на три частини. Від Великої Болгарії відділились Волзька Болгарія та Дунайська Болгарія.

### Волзька Болгарія
Котраг, керманич кутригурів, опанував Середню Волгу, де він створив державу Волзька Болгарія в місці злиття Волги й Ками. Волзькі або срібні булгари добровільно прийняли іслам у IX столітті, і їм удалося зберегти свою національну самобутність до першої монгольської навали 1223 року. Сучасні волзькі татари і чуваші вважають себе нащадками тих булгар.

### Булгари у Воєводині й Македонії
Каган групи племен Кубер відстоював свої права на спадок прадіда — гунського володаря Аттіли. У місті Сірмій він спробував стати каганом Аварському каганату. Після невдалого повстання він привів свій народ у Македонію. Там він осів у районі Керемісія і зробив невдалу спробу захоплення міста Салоніки. Після цього він зник з історії, а його люди об'єдналися зі слов'янськими племенами Македонії.

### Булгари в Південній Італії

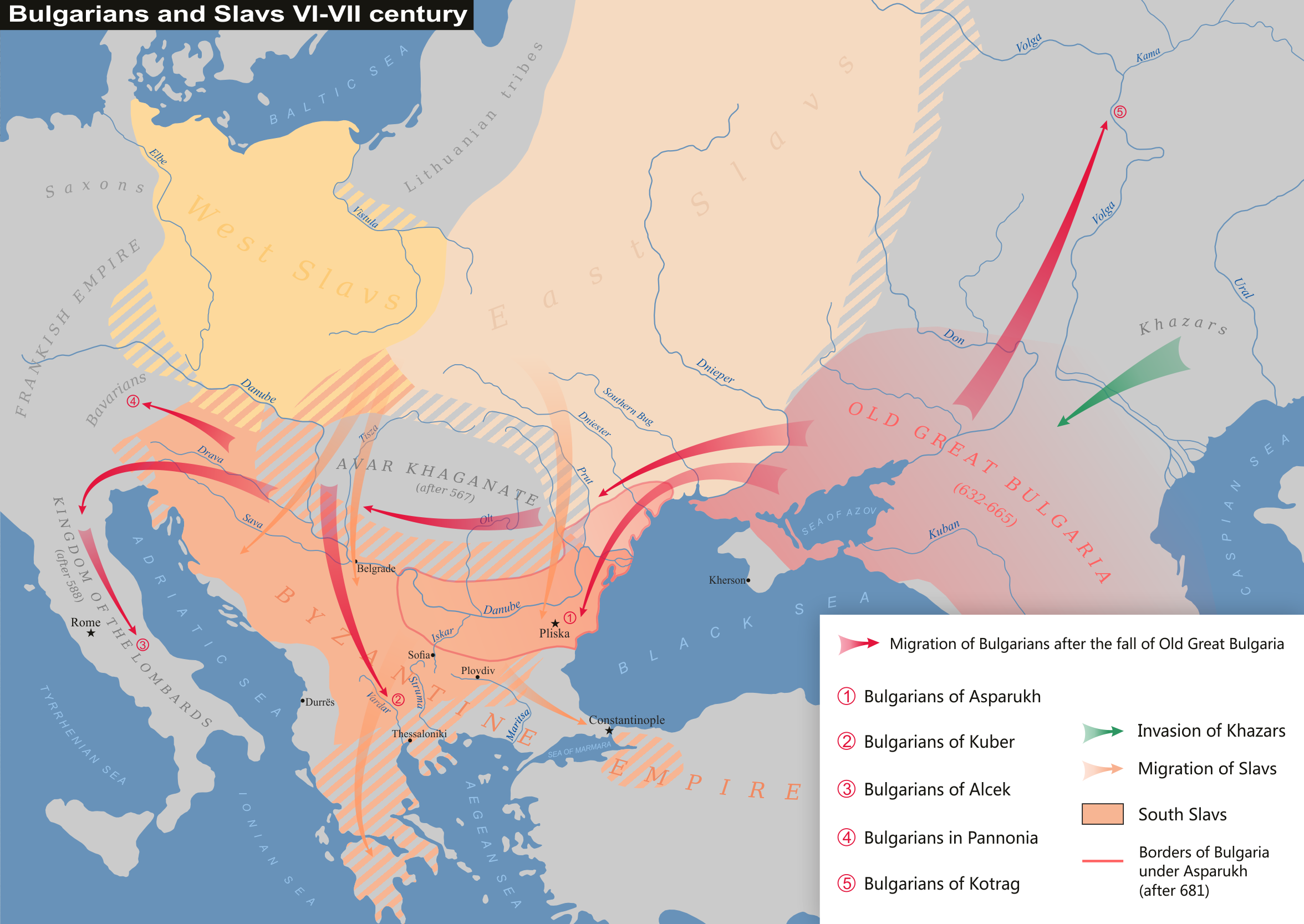
Поселення болгар у 6-7 століттях

Інші булгари, близько 662, на чолі з князем Альцеком спробували влаштуватись у лангобардів і просили землю у короля лангобардів Грімоальда I Беневентського в Беневенто в обмін на військову службу. Король Грімуальд відправив їх до свого сина Ромуальда в Беневенто, де вони й осіли в Сепіні, Бовіані і Інзернії. Ромуальд прийняв болгар гарно і дав їм землі. Він також розпорядився, щоб титул Альцека був змінений з герцога, як називає його історик Павло Диякон на гастальдія (мається на увазі ймовірно титул князя), згідно з латинською назвою.
Павло Диякон завершує розповідь про булгар Альцека так:
І вони живуть в цих місцях, про які ми говорили, аж до теперішнього часу, і хоча вони говорять і на латині теж, але все-таки ще до кінця не відмовилися від вживання власної мови.
Розкопки у некрополі Віценне-Кампок'яро біля Боїно які датуються 7-мим століттям, серед 130 поховань, були 13 осіб поховані разом з кіньми й артефактами німецького й аварського походження. Поховання з кіньми характерні для Центральної Азії для номадів, тому можна певно сказати що ці поховання є булгарських поселенців в Молізе і Кампанії.

### Кавказькі булгари / балкарці

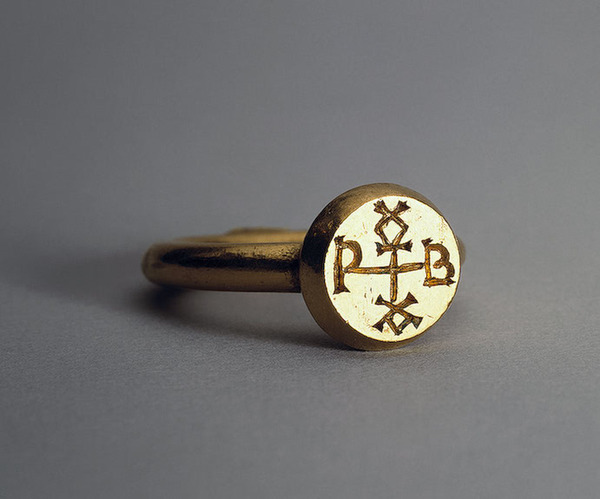
Перстень Кубрата

Народ Батбаяна, так звані чорні булгари, залишилися на батьківщині, і незабаром були підкорені хозарами. Деякі вчені вважають, що сьогоденні балкарці є нащадками орди Батбаяня, хоча вони й називають себе малкари (від річки Малка) і говорять тюркською кипчацькою мовою. У багатьох тюркських мовах звук «б» переходить в «м».
У договорах великих київських князів з візантійськими імператорами згадуються «чорні клобуки», які виступали союзниками руських князів.
За часів правління великого київського князя Святослава І Хороброго чорні клобуки, торки і берендеї виступали союзниками у боротьбі з хозарами. Були переселені до Середнього Подніпров'я.

## Перше Болгарське царство
Аспарух, нащадок Кубрата, у спадок отримав західну частину Великої Болгарії за р. Дніпром до р. Дунай (Буджак). Згодом завоював Мезію і Добруджу у Візантійської імперії 680 року та заснував Перше Болгарське царство. Під час походу проти хозар загинув. Можливо, був похований на території теперішнього м. Запоріжжя (так званий «Вознесенський скарб»).

### Документальні фільми
- «Заповіт Кубрата» «Завет Кубрата», документальний фільм, Україна.